# Bob Johnstone
Bob Johnstone (c. 1930 - 2 de septiembre de 2012) fue un periodista y locutor de radio canadiense. Durante muchos años fue anfitrión del programa de radio de CBC, Today in History y fue uno de los primeros reporteros en el programa de televisión de CBC, The Fifth Estate.
Comenzó su carrera periodística como reportero de Toronto Star, y más tarde trabajó con CBC como un reportero de crímenes.
Su libro, Today in History, es una colección de transcripciones seleccionadas desde el programa de radio, por lo que ganó en 1998 el Premio Pierre Berton al Logro en la Divulgación de la historia canadiense.

## Vida personal
Johnstone se casó con Margaret y tuvieron dos hijas. Murió en Toronto el 2 de septiembre de 2012, a los 82 años.